# Anders Gustav Dahlbom
Anders Gustaf Dahlbom (Härberga, 1806. március 3. – Lund, 1859. május 3.) svéd entomológus. Zoológiai szakmunkákban nevének rövidítése: „Dahlbom”.

## Élete
Dahlbom egy katonaorvos fiaként született az Östergötland megyében található Härberga községben; a Lundi Egyetemen szerzett egyetemi diplomát, és ugyanott lett a természettan és a rovartan oktatója 1830-ban. A következő évtizedekben fokozatosan haladt előre a tudományos ranglétrán, emellett 1843-ban az egyetemi rovargyűjtemény vezetője lett, 1857-ben pedig professzori kinevezést kapott.
Különféle alapítványok támogatásával több tanulmányutat tett, elsősorban Svédország északi részére és hegyvidéki régióiba – részben tanára, Johan Wilhelm Zetterstedt dipterológus társaságában –, de több esetben külföldre is. Ezen útjain tett megfigyeléseiről különböző kiadványokban számolt be, ezek közül a legfontosabb az Észak-Európa hártyásszárnyúit bemutató, Hymenoptera europaea praecipue borealia című munkája (1843–1853). Ő jelentette meg az első svéd nyelvű gyakorlati rovartani kézikönyvet is, Kort underrättelse om skandinaviska insekters allmänna skada och nytta i hushållningen címmel.

## Fordítás
- Ez a szócikk részben vagy egészben  az   Anders Gustaf Dahlbom című angol Wikipédia-szócikk fordításán alapul.  Az eredeti cikk szerkesztőit annak laptörténete sorolja fel. Ez a jelzés csupán a megfogalmazás eredetét és a szerzői jogokat jelzi, nem szolgál a cikkben szereplő információk forrásmegjelöléseként.